# Edgars Liepiņš
Edgars Liepiņš (* 17. Dezember 1929 in Zeltiņi, Bezirk Alūksne, Lettland; † 13. September 1995 in Skulte, Lettland) war ein sowjetischer bzw. lettischer Theater- und Film-Schauspieler sowie Unterhaltungskünstler.

## Leben und Leistungen
Der aus dem Nordosten Lettlands stammende Liepiņš absolvierte die 1. Rigaer Sekundarschule und anschließend das Rigaer Theaterinstitut. Nach seinem Abschluss im Jahr 1951 erhielt er ein Engagement am Jugendtheater, aus dem das Staatliche Jugendtheater der Lettischen SSR hervorging. Liepiņš blieb diesem Haus bis 1989 verbunden und trat in zahlreichen populären Werken auf, z. B. Das Königreich der krummen Spiegel (1952) nach Witali Gubarew, Emil und die Detektive (1957) nach Erich Kästner, einer Adaption von Charles de Costers Die Legende und die heldenhaften, fröhlichen und ruhmreichen Abenteuer von Ulenspiegel und Lamme Goedzak (1966), Peter Pan (1976) nach James Matthew Barrie, Ibsens Peer Gynt und Ostrowskis Der Wald (beide 1979).
Sehr präsent war Liepiņš einem breiten Publikum in den 1970er und 80er Jahren durch seine Musikprogramme und Fernsehauftritte, er trug dabei u. a. Stücke von Raimonds Pauls und Mārtiņš Brauns vor. Der dunkelhaarige Mime trat von 1971 bis 1973 auch als Verkörperung der Zeichenfigur Hugo Diegs von Mirdza Ramane auf.

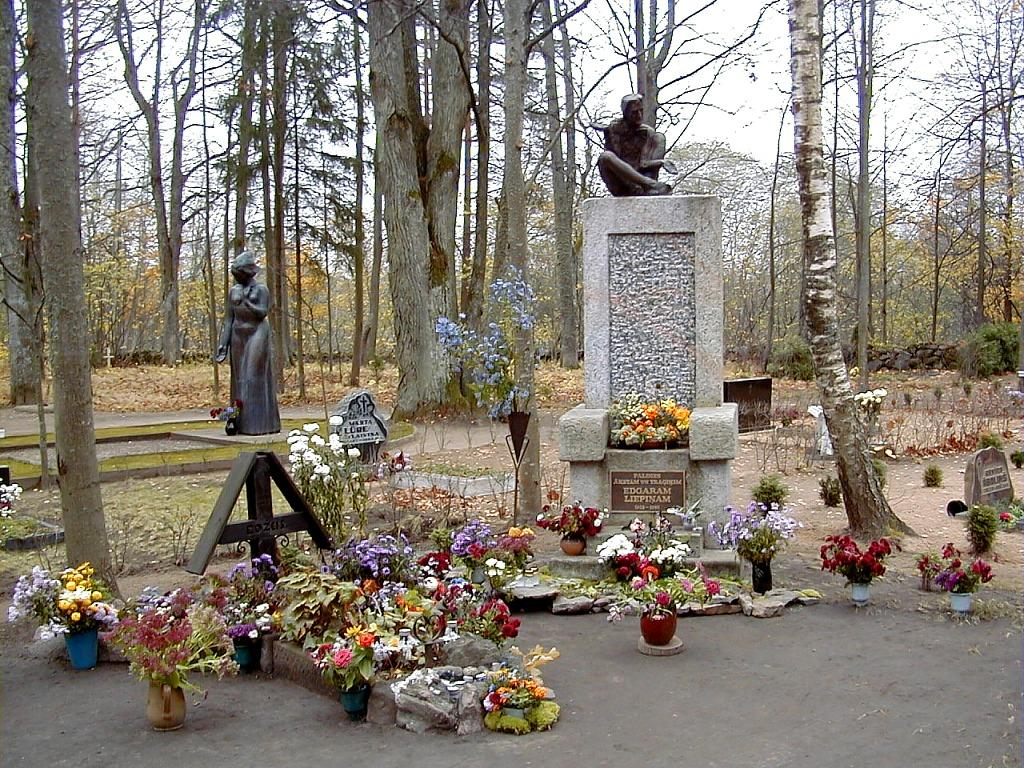
Liepiņš' Grab im Jahr 2000

Sein Filmdebüt gab Liepiņš 1957 in Сын рыбака (Syn rybaka), einer Adaption von Vilis Lācis’ Roman Der Fischersohn. Bis 1991 folgten noch 27 weitere Projekte, die überwiegend in der Lettischen SSR produziert wurden. Liepiņš gab v. a. positiv belegte Rollen, die von Aufrichtigkeit, Humor und Romantik geprägt waren. Zu seinem Schaffen gehören auch die Literaturverfilmungen Amerikoniškoji tragedija nach Theodore Dreisers Eine amerikanische Tragödie, Märchen in der Nacht erzählt, das auf Motiven aus Wilhelm Hauffs Das Wirtshaus im Spessart basiert, und Victoria nach Knut Hamsuns gleichnamigem Roman.
Sein jüngerer Bruder Pēteris Liepiņš (1943–2022) war gleichfalls Schauspieler. Er trat seit 1966 beim Daile-Theater in Riga auf und war darüber hinaus als Filmdarsteller tätig.
Beide Brüder waren in dem Zeichentrickfilm Ness un Nesija: pêc Vika pasakas motiviem (1991) als Sprecher zu hören.
Liepiņš war dreimal verheiratet, seine Ehefrauen Binuta Esernieza, Velga Vīlipa (1940–2018) und Elita Krastiņa (1954–2013)  waren ebenfalls Schauspielerinnen. Vīlipa trat wie ihr Ehemann am Staatlichen Jugendtheater auf. Liepiņš starb rund 3 Monate vor seinem 66. Geburtstag in Skulte und wurde auf dem dortigen Friedhof beigesetzt. Seit 1999 wird sein Grab von einer Skulptur des Bildhauers Uldis Kurzemnieks verziert.
Im Jahr 2000 erschien ein Sammelband mit Liepiņš' Tagebuchaufzeichnungen.

## Ehrungen
Liepiņš wurde 1978 zum Volkskünstler der Lettischen SSR ernannt.
Seit Mai 1996 findet jährlich ein Abendveranstaltung zum Gedenken an ihn statt, die auch mit einer Preisverleihung verbunden ist.

## Filmografie (Auswahl)
- 1969: 24–25 kehrt nicht zurück (24–25 ne woswraschtschajetsja)
- 1980–81: Amerikoniškoji tragedija
- 1981: Märchen in der Nacht erzählt (Skaska, rasskasannaja notschu)
- 1987: Wenn wir das alles ertragen (Ja mēs visu to pārcietīsim)
- 1988: Victoria (Wiktorija)